# 施波恩山
施波恩山（英語：Mount Spohn），是南極洲的山峰，位於杜費克海岸，處於伯吉斯冰川西岸，海拔高度3,240米，由美國南極名稱諮詢委員命名，現時由南極條約體系管理。
 本条目引用的公有领域材料来自美国地质调查局的文档 《施波恩山》 （資料來自地名信息系统）。